# Memoriał Bronisława Idzikowskiego i Marka Czernego 1982
Memoriał im. Bronisława Idzikowskiego i Marka Czernego 1982 – 15. edycja turnieju w celu uczczenia pamięci polskiego żużlowca Bronisława Idzikowskiego i Marka Czernego, który odbył się dnia 10 lipca 1982 roku. Turniej wygrał Ryszard Buśkiewicz.

## Wyniki
- Częstochowa, 10 lipca 1982
- NCD: Herbert Karwat - 75,20 w wyścigu 1
- Sędzia: Marian Kaznowski

| Msc. | Zawodnik                 | Klub           | Pkt  |             |  |
| ---- | ------------------------ | -------------- | ---- | ----------- |  |
| 1    | (6) Ryszard Buśkiewicz   | Leszno         | 11+3 | (1,3,2,2,3) |  |
| 2    | (7) Piotr Pyszny         | Rybnik         | 11+2 | (2,3,3,1,2  |  |
| 3    | (8) Andrzej Huszcza      | Zielona Góra   | 10+3 | (0,1,3,3,3) |  |
| 4    | (9) Jan Nowak            | Rybnik         | 10+2 | (1,3,2,1,3) |  |
| 5    | (15) Paweł Waloszek      | Świętochłowice | 10+1 | (3,0,2,3,2) |  |
| 6    | (5) Józef Kafel          | Częstochowa    | 10+0 | (3,1,1,3,2) |  |
| 7    | (2) Herbert Karwat       | Opole          | 9    | (3,0,3,2,1) |  |
| 8    | (12) Jerzy Kochman       | Świętochłowice | 8    | (0,3,0,3,2) |  |
| 9    | (10) Krzysztof Nurzyński | Lublin         | 8    | (3,2,1,1,1) |  |
| 10   | (1) Bernard Jąder        | Leszno         | 7    | (2,0,3,2,0) |  |
| 11   | (14) Krzysztof Żelazko   | Częstochowa    | 6    | (1,1,1,0,3) |  |
| 12   | (16) Maciej Jaworek      | Zielona Góra   | 5    | (2,0,1,2,0) |  |
| 13   | (4) Marek Cieślak        | Częstochowa    | 4    | (0,2,2,0,0) |  |
| 14   | (13) Sławomir Tronina    | Lublin         | 4    | (0,2,0,1,1) |  |
| 15   | (3) Marian Witelus       | Opole          | 2    | (1,1,0,0,0) |  |
| 16   | (11) Zygmunt Nocuń       | Częstochowa    | 2    | (2)         |  |
|      | rez. Dariusz Bieda       | Częstochowa    |      | (2,0,0,0)   |  |
|      | rez. Marek Łyko          | Częstochowa    |      | (ns)        |  |

Bieg po biegu
1. [75,20] Karwat, Jąder, Witelus, Cieślak
2. [75,40] Kafel, Pyszny, Buśkiewicz, Huszcza
3. [77,00] Nurzyński, Nocuń, Nowak, Kochman
4. [76,80] Waloszek, Jaworek, Żelazko, Tronina
5. [76,00] Nowak, Tronina, Kafel, Jąder
6. [76,00] Buśkiewicz, Nurzyński, Żelazko, Karwat
7. [76,80] Pyszny, Bieda, Witelus, Waloszek Bieda za Nocunia
8. [76,00] Kochman, Cieślak, Huszcza, Jaworek
9. [77,00] Jąder, Buśkiewicz, Jaworek, Bieda Bieda za Nocunia
10. [76,40] Karwat, Waloszek, Kafel, Kochman
11. [75,80] Huszcza, Nowak, Żelazko, Witelus
12. [75,80] Pyszny, Cieślak, Nurzyński, Tronina
13. [77,00] Kochman, Jąder, Pyszny, Żelazko
14. [77,80] Huszcza, Karwat, Tronina, Bieda Bieda za Nocunia
15. [74,60] Kafel, Jaworek, Nurzyński, Witelus
16. [75,40] Waloszek, Buśkiewicz, Nowak, Cieślak
17. [76,00] Huszcza, Waloszek, Nurzyński, Jąder
18. [76,00] Nowak, Pyszny, Karwat, Jaworek
19. [76,00] Buśkiewicz, Kochman, Tronina, Witelus
20. [76,80] Żelazko, Kafel, Cieślak, Bieda Bieda za Nocunia
21. Wyścig dodatkowy: [75,60] Buśkiewicz, Pyszny
22. Wyścig dodatkowy: [75,60] Huszcza, Nowak, Waloszek, Kafel